# Urologija
Urologija se klasificira kao kirurška pod-specijalnost koja se bavi:
- poremećajima izvodnog sustava bubrega kao zaprekama protoka mokraće, prirođenim anomalijama, kamencima, dobroćudnim i zloćudnim tumorima bubrega, presađivanjem bubrega
- problemima mokraćnog mjehura
- problemima mokraćne cijevi i prostate
- problemima penisa kao što je impotencija, tumori i druge bolesti
- poremećajima testisa i okolnih struktura
- sterilizacijom muškaraca
- neplodnošću muškaraca
- seksualnim disfunkcijama – traženje organske podloge za impotenciju, preuranjenu ejakulaciju itd.

Specijalizacija iz urologije: Nakon završetka medicinskog fakulteta i položenog stručnog ispita (te staža) može se dobiti specijalizacija iz urologije koja traje 5 godina, nakon završene specijalizacije može te također dobiti i uže specijalizacija iz različitih dijelova urologije:
1. urološka onkologija
2. transplantacija bubrega
3. urodinamika i neurourologija
4. andrologija
5. urolitijaza - kamenci

izvor: 
- http://www.urologija.hr/